# هرانوش هاکوبیان
هرانوش هراندی هاکوبیان (ارمنی: Հրանուշ Հրանտի Հակոբյան؛ زادهٔ ۱۲ آوریل ۱۹۵۴) سیاست‌مدار اهل ارمنستان است که از ۱ اکتبر ۲۰۰۸ تاریخ تا تاریخ ۲۳ آوریل ۲۰۱۸ در دولت تیگران سارگسیان سمت وزیر دیاسپورای ارمنستان و از تاریخ ۱۹۹۶ تا تاریخ ۱۹۹۸ در دولت آرمن سارگسیان و دولت روبرت کوچاریان وزیر کار و تأمین اجتماعی ارمنستان را برعهده داشت. هاکوبیان همچنین نماینده دوره‌های اول تا چهارم مجلس ملی جمهوری ارمنستان بوده‌است.

## زندگی‌نامه
در ۱۲ آوریل ۱۹۵۴ در ساروخان به دنیا آمد و از دانشگاه دولتی ایروان فارغ‌التحصیل شد. هراند هاکوبیان پدر وی بود. وی همچنین برنده مدال مخیتار گش شده‌است.

## نگارخانه

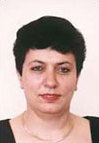
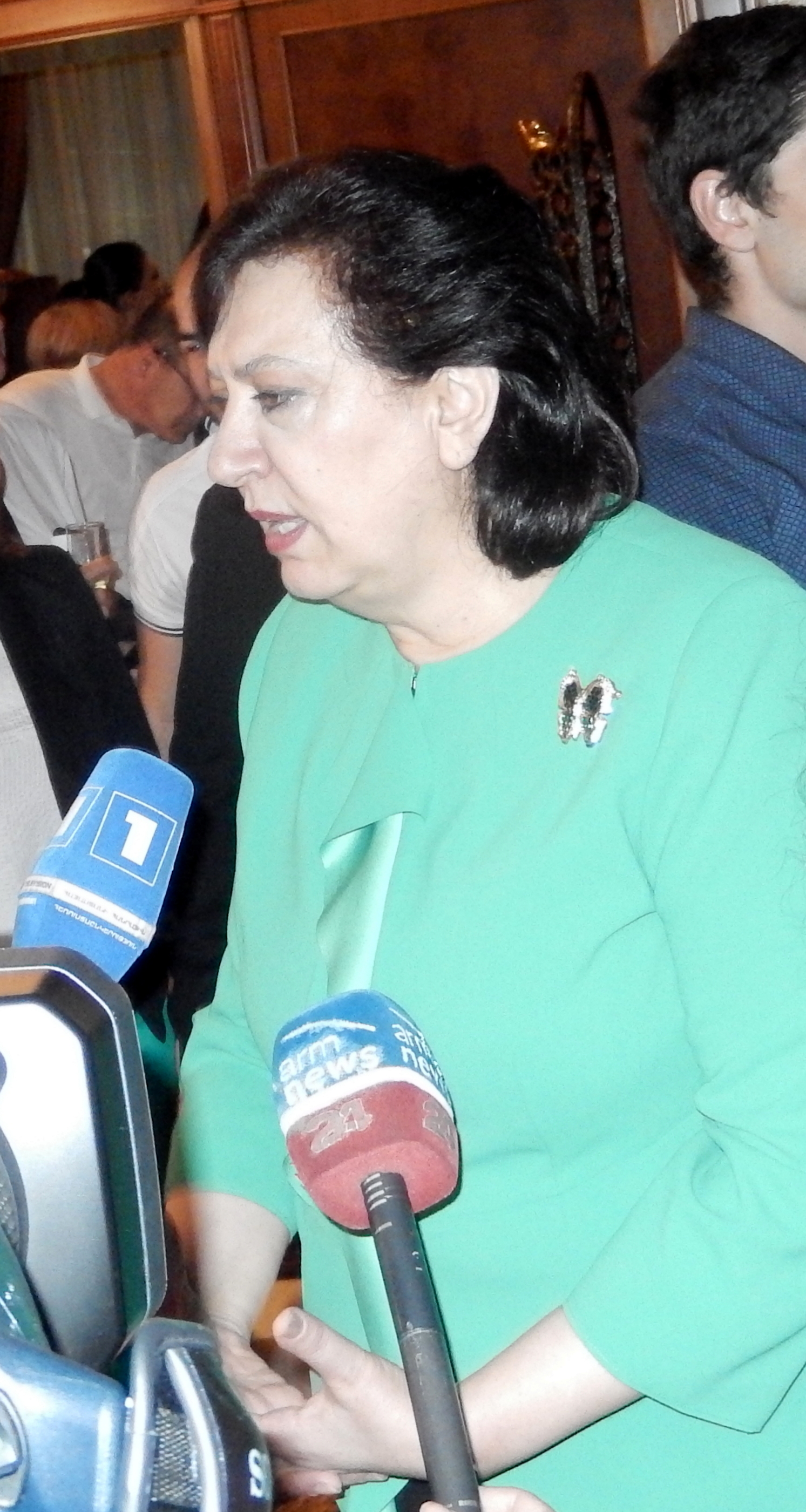
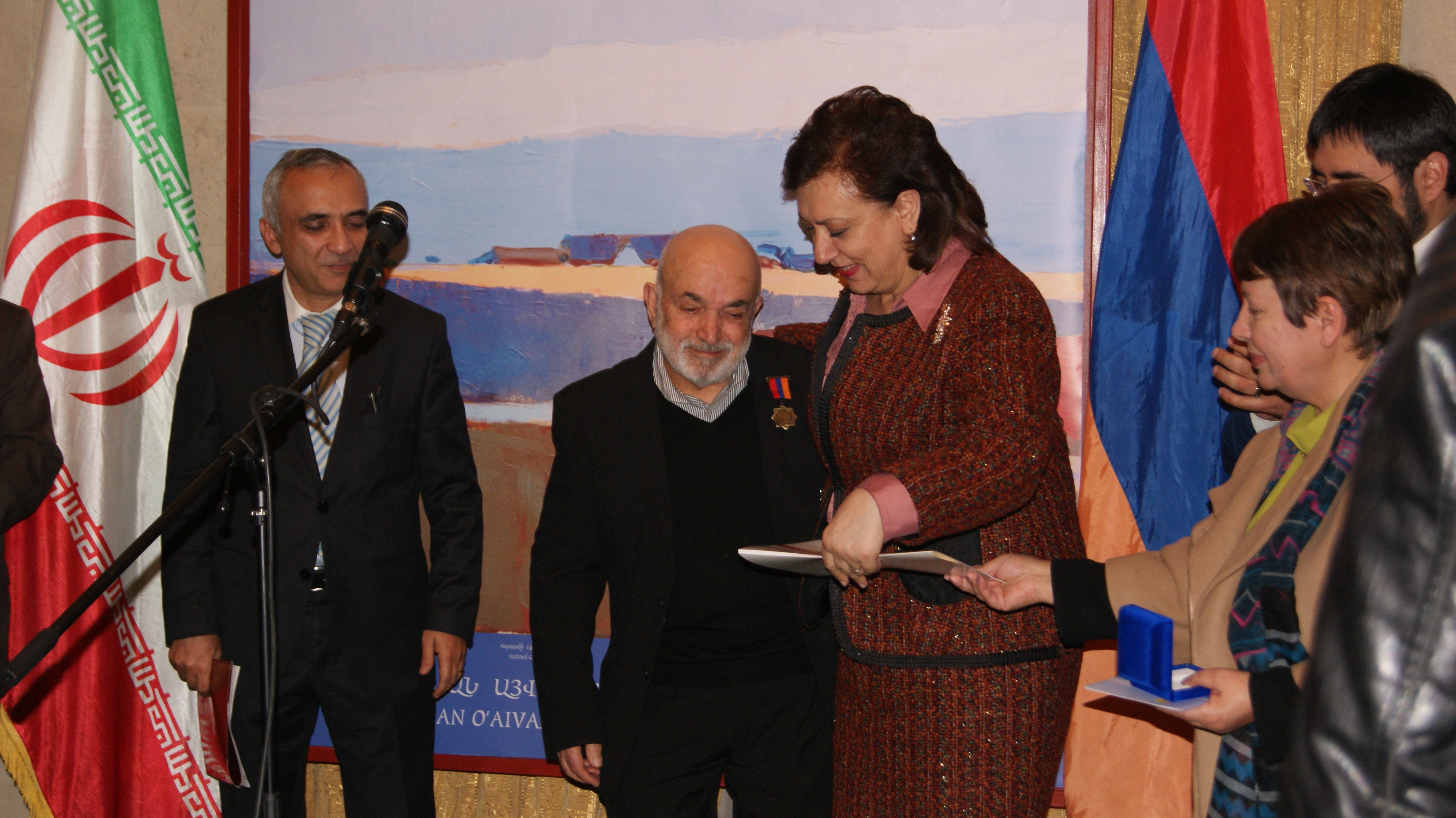
در حال اهدای نشان به ادمان آیوازیان

## یادداشت
1. ↑  ՀՀ Ազգային ժողովի սոցիալական, առողջապահության և բնության պահպանության հարցերի մշտական հանձնաժողովի նախագահներ